# Prionocera mannheimsi
Prionocera mannheimsi är en tvåvingeart som beskrevs av Evgenyi Nikolayevich Savchenko 1983. Prionocera mannheimsi ingår i släktet Prionocera och familjen storharkrankar. Inga underarter finns listade i Catalogue of Life.